# Nicotiana azambujae
Nicotiana azambujae là loài thực vật có hoa trong họ Cà. Loài này được L.B. Sm. & Downs mô tả khoa học đầu tiên năm 1964.